# Matförgiftning
Matförgiftning är en sammanfattande benämning för mag- och tarmsjukdomar som vållats av mikroorganismer eller toxiner, gifter, som bildats av mikroorganismer i födoämnen till exempel på grund av olämplig förvaring. Staphylococcus aureus, Bacillus cereus, Yersinia enterocolitica och Clostridium perfringens är några vanliga bakterier som ger upphov till matförgiftning. Matförgiftning visar sig varierande tid efter det att man intagit det smittade livsmedlet och symtom som diarré och kräkningar är vanliga.
För att avgöra om besvären uppstått på grund av matförgiftning kan en utredning om vilket livsmedel som orsakat smittan göras.  Man går då igenom vilka livsmedel som patienten konsumerat och om livsmedlet finns kvar kan en mikrobiologisk analys göras som visar om det förekommer bakterier eller i vissa fall virus i det aktuella livsmedlet. Vid eventuell bakterieförekomst fastställs vilken bakterie det rör sig om. Efter det bestämmer man vilken eventuell behandling man ska ge patienten och om man behöver sätta in några andra åtgärder för att begränsa smittspridning (på till exempel restaurangen).
Man skiljer mellan livsmedelsburna infektioner, som är matförgiftningar som orsakas av intag av mikroorganismerna själva som sedan ger en infektion i kroppen, och livsmedelsburna intoxikationer som orsakas av toxiner som bildats av mikroorganismer (oftast bakterier) i maten. Vid intoxikationer behöver inte bakterien som bildat giftet finnas kvar i levande skick och vara möjlig att påvisa vid en odling.
Det finns risk för matförgiftning i alla livsmedel om de hanteras på fel sätt men livsmedel som kyckling, ägg och griskött innebär en större risk, då de i rått skick ofta kan sprida bland annat Salmonella och Campylobacter.
Det positiva är att klassisk matförgiftning inte är smittsamt utan endast drabbar via födointag. Dessvärre finns ingen behandling som botar matförgiftning, man får i stället försöka lindra symtomen. Det gör man bland annat genom att återställa kroppens vätskebalans, vilket i allvarliga fall kan göras genom intravenös vätsketillförsel.

## Exempel på bakterier som förekommer i livsmedel samt symptomen de medför

### Bacillus cereus
Bacillus cereus är en sporbildande bakterie som kan orsaka två former av matförgiftning. Kräkformen förekommer när toxin har bildats i ett livsmedel och ger illamående och kräkningar som symtom efter en inkubationstid på 1 till 6 timmar. Kräktoxinet är värmetåligt och förstörs därför inte om maten återuppvärms. Orsakande livsmedel är ofta ris och risrätter. Diarréformen orsakas av levande bakterier i maten, som när de kommer ner i tarmen frisätter ett toxin som ger diarré. Inkubationstiden är 6 till 24 timmar, och livsmedel som ofta ligger bakom insjuknande i diarréformen är exempelvis vaniljkräm och pulversoppor. 

### Clostridium perfringens
Clostridium perfringens är en sporbildande bakterie som förekommer i jord och i tarmen på många djur. Om den får tillfälle att tillväxa i ett livsmedel, exempelvis ett storkok på avsvalning, kan den snabbt nå så stora mängder att den som intar den kan insjukna. När bakterien kommer ner i tarmen återgår den till sporform och frisätter då det toxin som orsakar symptomen. Personen som intagit födoämnet drabbas vanligen av magont och vattentunn diarré inom 8-24 timmar efter intagandet.

### Staphylococcus aureus
Staphylococcus aureus är vanliga hudbakterier vars bakteriegift brukar påträffas i såser, bakverk, dressing och konserverad skinka. Giftet kan ge upphov till våldsamma symptom med diarré, illamående och kräkningar samt magont, inom 1 till 6 timmar.

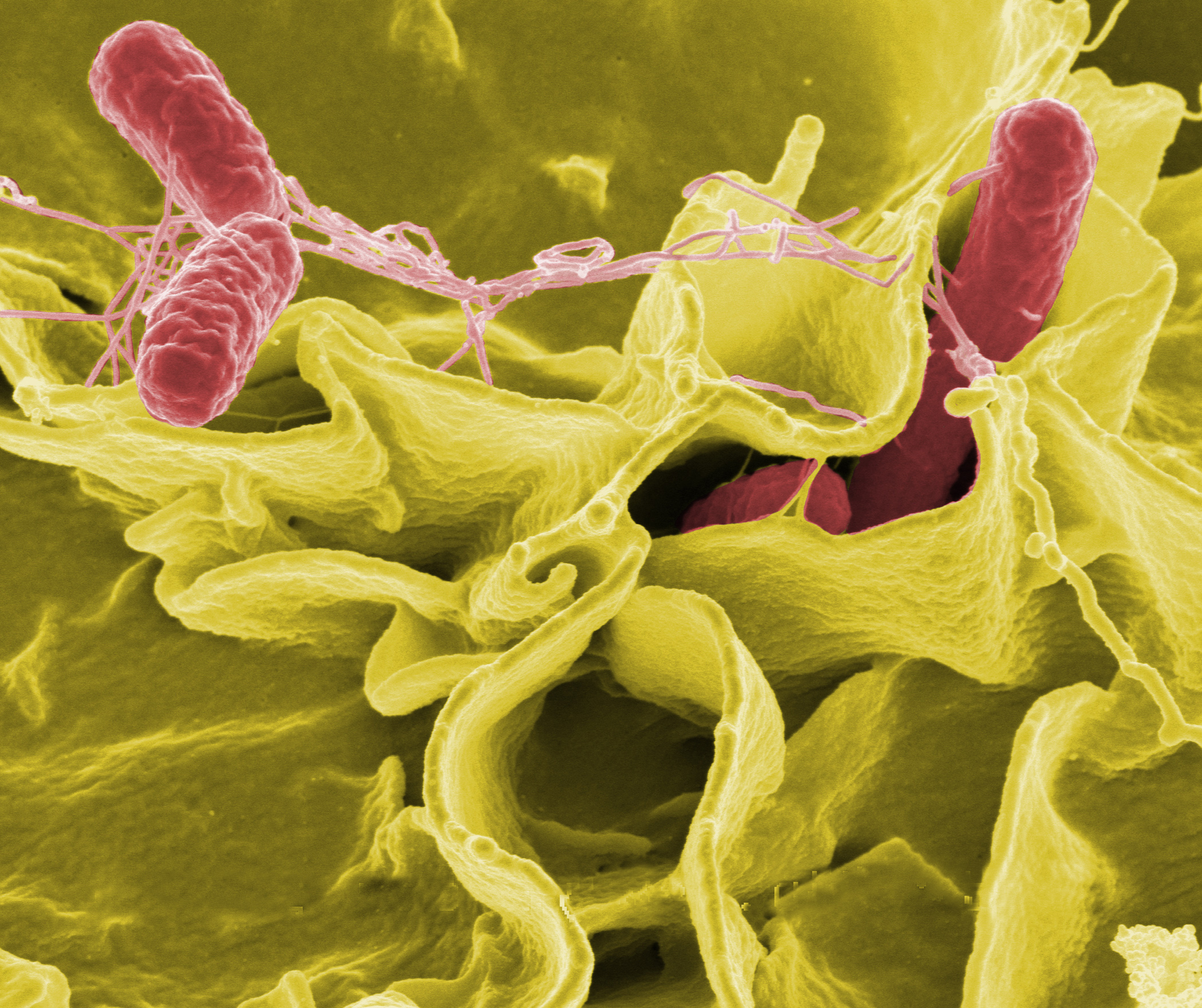
Bakterien Salmonella Typhimurium bland odlade människoceller

### Streptococcus pyogenes
Streptococcus pyogenes, ß-hemolytiska streptokocker grupp A, GAS är relativt ovanliga som matförgiftningsorsak, men när de inträffar är de desto allvarligare då de orsakar sekundära infektioner i andra organsystem än mag-tarmkanalen och det är från dessa symtomen i huvudsak kommer. Mag-tarmsymtom saknas ofta eller är milda med diarréer och kräkningar. Övriga symtom är från lindriga former med trötthet och muskelsvaghet och vad som av de sjuka ofta beskrivs som "influensaliknande", halsfluss och öroninfektion till svåra infektioner i hjärta, sepsis och liknande med hög risk för dödlig utgång om de ej behandlas omgående.
Inkubationstiden är kort, vanligen 1-3 dygn. Spridningsvägen är i första hand animaliska livsmedel som ägg, mjölk, kött, korv och liknande som förorenats med sår- eller svalgsekret efter uppvärmning och som sedan fått stå utan att kylas tillfredsställande. Känsligheten för insjuknande är stor. Vid kalas och liknande bjudningar där kontaminerade maträtter serverats kan det bli omfattande insjuknande.

### Salmonella
Salmonellabakterier förekommer vanligen i djurriket, hos till exempel gris, kyckling och nötkreatur men smittar också ofta via förorenade grönsaker. Sjukdomen bryter ofta ut omkring 1 till 3 dygn efter smittotillfället. De vanligaste symptomen brukar vara diarré, magont, feber samt ibland kräkningar. Salmonella kan även överföras från en smittad person till livsmedel via dålig hygien, speciellt efter toalettbesök.

### Campylobacter
Campylobacter finns ofta hos bland annat fåglar, nötkreatur och gris, och kan överföras till människor från livsmedelsprodukter från dessa djur. Vanligtvis uppträder symptomen inom 2 till 5 dagar efter att man smittats, men inkubationstiden kan variera mellan 1 och 10 dagar. De vanliga symptomen brukar vara diarré (ofta blodig), feber, magont samt ibland illamående och kräkningar. Som en följd av den aktuta sjukdomen kan ledbesvär, så kallad reaktiv artrit förekomma.

### Yersinia enterocolitica
Yersinia förekommer likt Salmonella vanligen i djurriket, men anses främst smitta via kontaminerat fläskkött och opastöriserad mjölk. Under senare år har även färdigsköljda grönsaker kunnat kopplas till större utbrott i norden. Yersiniabakterier har en bred tillväxtstemperatur och kan öka i antal även under kylskåpsförhållanden.

### Andra bakteriers förekomst i livsmedel
En släkting till kolerabakterien kan finnas i råa skaldjur respektive råa fiskar. Toxinerna från denna bakterie ger upphov till symptom som diarré blandade med blod och slem samt eventuell feber.

## Att undvika matförgiftning

### Vid matlagning
Då både rått kött och rå kyckling innehåller bakterier är det viktigt att de förvaras i bunke då de tinar i kylen för att inte bakterierna ska spridas ifall förpackningen läcker. Det är grundläggande att inte använda samma köksredskap för kött/kyckling som till grönsaker. Det är även bra att tänka på att malet kött ska genomstekas, medan hela köttstycken får vara röda inuti. De rester som blir över ska läggas på kylning omgående.

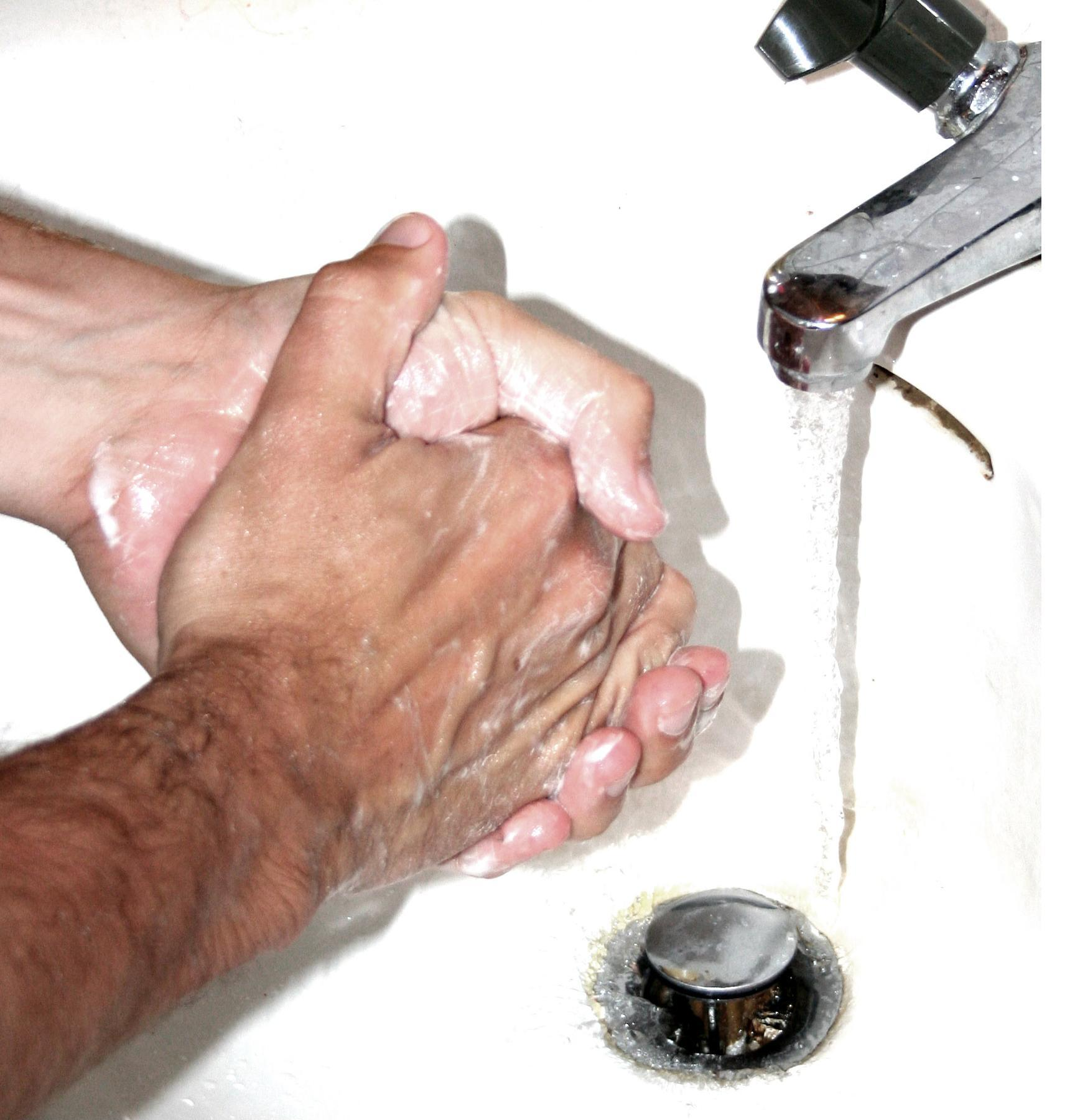
God handhygien är bra för att förhindra bakteriespridning.

För att undvika matförgiftning är det viktigt att hålla en god matlagningshygien. Man ska tänka på att alltid tvätta händerna noggrant med tvål och varmt vatten, såväl före som efter matlagningen. Det är självklart att man ser till att köksredskapen allmänt verkligen är rena. Disktrasor och kökshanddukar bör bytas ut regelbundet eftersom de omvandlas till bakterieodlingar efter ett tag.

## Behandling
En vuxen människa konsumerar i snitt två till tre liter vätska om dagen. En stor del av detta plockas upp av tarmväggen och går ut i blodet. Matförgiftning leder till diarré och kräkningar vilket i sin tur leder till en rubbning i kroppens naturliga vätskebalans. Dessa symtom är kroppens naturliga system för att bli av med bakterierna och detta kräver mycket vätska.
Inga behandlingar finns mot förgiftningen, det enda man kan göra är att lindra symtomen. Vätskebristen kan man motverka genom att dricka mycket men även genom att inta vätskeersättning, eftersom kroppen inte bara går miste om vätska utan även salter. Vätskeersättning kan antingen köpas på apotek eller blandas själv. Till barn är det viktigare att köpa apotekets, eftersom en vätskeersättning med fel koncentration salt kan vara skadligt för barn, men för vuxna fungerar hemmagjord också effektivt.